# ژانا لیتوینا
ژانا لیتوینا (انگلیسی: Zhanna Litvina؛ زادهٔ ۳۰ اوت ۱۹۵۴) روزنامه‌نگار اهل بلاروس و فعال آزادی بیان است. وی از سال ۱۹۹۵ میلادی تاکنون مشغول فعالیت بوده است. لیتوینا از ۱۹۹۵ تا ۲۰۱۵ در سمت ریاست انجمن روزنامه نگاران بلاروس مشغول فعالیت بود.

## زندگی‌نامه
لیتوینا در مینسک، اوکراین متولد شد و مدرک روزنامه‌نگاری را از دانشگاه دولتی بلاروس اخذ کرد. پس از فارغ‌التحصیلی، وی ۲۰ سال به عنوان ویراستار برنامه‌های جوانان در ایستگاه تلویزیونی بلاروس کار کرد. پس از کناره‌گیری از ایستگاه تلویزیونی، لیتوینا و همکارانش ایستگاه خبری و موسیقی مستقل خود رادیو ۱۰۱/۲ را ایجاد و اداره کردند، اما در سال ۱۹۹۶ این ایستگاه توسط دولت بسته شد. این تعطیلی لیتوینا را تشویق کرد تا فعالیت خود را به خارج از کشور منتقل نماید و ادامه کار این ایستگاه در لهستان راه اندازی شد تا از خشم دولت بلاروس دور بماند و احتمال تعطیلی را نادیده بگیرد.

### انجمن روزنامه نگاران بلاروس
لیتوینا در سال ۱۹۹۵ انجمن روزنامه‌نگاران بلاروس را تأسیس کرد و تا آوریل ۲۰۱۵رئیس آن بود. هدف آنها حفاظت از حقوق روزنامه نگاران در بلاروس و ارائه حمایت از طریق ترویج آزادی بیان، دسترسی مردم به اطلاعات و کمک‌های حقوقی به روزنامه نگارانی بود که از طرف دولت مورد هدف قرار گرفتند بود.

### جوایز
- در سال ۲۰۰۳ لیتوینا جایزه قلم طلایی را دریافت کرد. او به دلیل روزنامه‌نگاری و «مقاومت شجاعانه در برابر سرکوب رسانه‌ها توسط رئیس‌جمهور الکساندر لوکاشنکو» جایزه گرفت.
- در سال ۲۰۰۴ او جایزه لوئیس لیونز را برای وجدان و صداقت در روزنامه‌نگاری دریافت کرد.
- او در ۲۰۰۸ جایزه حقوق بشر بنیاد ایبرت را دریافت نمود.